# IV Premis de la Unión de Actores
La IV edició dels Premis de la Unión de Actores, corresponents a l'any 1994, concedits pel sindicat d'actors Unión de Actores y Actrices, va tenir lloc l'1 de març de 1995 al Teatro Albéniz de Madrid. El director de l'acte fou José Pascual Abellán. A la gala hi van acudir 1.500 actors i fou presentada per Anabel Alonso i Carlos Hipólito.

## Guardons

### Premi a Tota una vida
- Mari Carmen Prendes
- Maruchi Fresno

### Premi Especial
- Arnold Taraborrelli

### Cinema

#### Millor interpretació protagonista
| Actor/Actriu    | Pel·lícula                      | Resultat  |
| --------------- | ------------------------------- | --------- |
| Carmelo Gómez   | Días contados                   | Guanyador |
| Gabino Diego    | Los peores años de nuestra vida | Candidat  |
| Cristina Marcos | Todos los hombres sois iguales  | Candidata |

#### Millor interpretació secundària
| Actor/Actriu   | Pel·lícula    | Resultat  |
| -------------- | ------------- | --------- |
| Javier Bardem  | Días contados | Guanyador |
| Elvira Mínguez | Días contados | Candidata |
| Candela Peña   | Días contados | Candidata |

#### Millor interpretació revelació
| Actor/Actriu   | Pel·lícula    | Resultat   |
| -------------- | ------------- | ---------- |
| Ruth Gabriel   | Días contados | Guanyadora |
| Elvira Mínguez | Días contados | Candidata  |
| Candela Peña   | Días contados | Candidata  |

### Televisió

#### Millor interpretació protagonista
| Actor/Actriu     | Sèrie de televisió     | Resultat  |
| ---------------- | ---------------------- | --------- |
| Concha Cuetos    | Farmacia de guardia    | Candidata |
| Juan Echanove    | Hermanos de leche      | Candidat  |
| Juanjo Puigcorbé | Villarriba y Villabajo | Guanyador |

#### Millor interpretació secundària
| Actor/Actriu  | Sèrie de televisió | Resultat  |
| ------------- | ------------------ | --------- |
| Javier Cámara | ¡Ay, Señor, Señor! | Guanyador |
| Silvia Marsó  | Canguros           | Candidata |
| Luis Merlo    | Canguros           | Candidat  |

### Teatre

#### Millor interpretació protagonista
| Actor/Actriu       | Obra de teatre         | Resultat   |
| ------------------ | ---------------------- | ---------- |
| Luis Merlo         | Calígula               | Candidat   |
| Blanca Portillo    | Oleanna                | Candidata  |
| María Jesús Valdés | El cerco de Leningrado | Guanyadora |

#### Millor interpretació secundària
| Actor/Actriu       | Obra de teatre               | Resultat   |
| ------------------ | ---------------------------- | ---------- |
| Ana Labordeta      | La noche de las tríbadas     | Candidata  |
| Pedro Mari Sánchez | Calígula                     | Guanyadora |
| Aitor Tejada       | Don Gil de las calzas verdes | Candidat   |